# Textricella fulva
Textricella fulva är en spindelart som beskrevs av Hickman 1945. Textricella fulva ingår i släktet Textricella och familjen Micropholcommatidae.
Artens utbredningsområde är Tasmanien. Inga underarter finns listade i Catalogue of Life.